# Wzgórza Primrose
Wzgórza Primrose (org. Primrose Path) – amerykański film dramatyczny z 1940 roku. Adaptacja powieści Victorii Lincoln oraz sztuki Roberta L. Bucknera i Waltera Harta.

## Treść
Ellie May Adams mieszka w zrujnowanym domu na wzgórzach Primrose wraz ze swoją ubogą rodziną. Jej ojciec jest alkoholikiem, a matka i babcia trudnią się prostytucją. Bieda sprawia, że Ellie i jej młodsza siostra muszą żebrać i kraść jedzenie. Pewnego dnia Ellie poznaje mężczyznę z lepszej dzielnicy, Eda, w którym się zakochuje. Postanawia zataić przed nim swoje pochodzenie, by go do siebie nie zrazić. Jednak prawda wychodzi wkrótce na jaw.

## Obsada
- Ginger Rogers – Ellie May Adams
- Joel McCrea – Ed Wallace
- Marjorie Rambeau – Mamie Adams
- Henry Travers – Gramp
- Miles Mander – Homer Adams
- Queenie Vassar – babcia
- Joan Carroll – Honeybell Adams
- Vivienne Osborne – Thelma
- Carmen Morales – Carmelita